# Benny Blanco
Benjamin Joseph Levin, född 8 mars 1988, mer känd som Benny Blanco, är en amerikansk DJ, musikproducent och låtskrivare.
Som producent och låtskrivare har Blanco bidragit till försäljningen av över 100 miljoner album världen över genom sitt arbete med artister som Ed Sheeran, Justin Bieber, Halsey, Katy Perry, Maroon 5, Kesha, Rihanna, Sia, The Weeknd, Selena Gomez, Keith Urban, Wiz Khalifa, Kanye West, J Balvin och Juice Wrld.
I juli 2018 släppte Blanco låten "Eastside" under sitt eget namn, ett samarbete med Halsey och Khalid. Låten nådde nionde plats på Billboard Hot 100-listan. "Eastside" följdes av "I Found You" med Calvin Harris, "Better to Lie" med Jesse och Swae Lee, "Roses" och "Graduation" med Juice Wrld och "Roses" med Brendon Urie. Han släppte sitt första album under 2018.

## Liv och karriär

### Början av karriären
Blanco började med att producera hiphopinstrument i sitt sovrum och spela in sin egen sång ovanpå dem. Hans första seriösa exponering för musik kom 1994 när han var 6 år gammal med Nas "The World Is Yours" och "I Swear" på kassettband, vilket påverkade hans tidiga produktioner starkt.

### 2008–
Blanco leddes under flera år av låtskrivaren och producenten Dr. Luke. Under Dr. Lukes handledning samproducerade och samskrev Blanco många låtar med honom, inklusive hits sådana som Katy Perrys "Teenage Dream", Keshas "TiK ToK" och Taio Cruz "Dynamite".
År 2011 skrev Blanco och producerade sina första hits utan Dr. Luke, bland dem Maroon 5:s "Moves Like Jagger", Gym Class Heroes "Stereo Hearts" och 3OH!3:s "Don't Trust Me". Samma år fortsatte Blanco att jobba på Maroon 5:s platina-säljande album Overexposed och dess ledande singel "Payphone" med Wiz Khalifa.
Under de senaste åren har Blanco samlat totalt  29 nummer ett låtar och är erkänd för sina framgångar med artister som Ed Sheeran, Justin Bieber, The Weeknd, Selena Gomez, Ariana Grande, Lana Del Rey, Miguel, Halsey och Camila Cabello.